# Happiness
Happiness er en amerikansk stumfilm fra 1924 af King Vidor.

## Medvirkende
- Laurette Taylor som Jenny Wray
- Pat O'Malley som Fermoy MacDonough
- Hedda Hopper som Mrs. Chrystal Pole
- Cyril Chadwick som Philip Chandos
- Edith Yorke som Mrs. Wreay
- Patterson Dial som Sallie Perkins
- Joan Standing som Jenny
- Lawrence Grant som Mr. Rosselstein